# Jeffrey R. Holland
Jeffrey R. Holland, född 3 december 1940 i St. George, Utah är apostel i Jesu Kristi Kyrka av Sista Dagars Heliga, ett ämbete han tillträdde 1 oktober 1994, och har tidigare varit rektor vid Brigham Young University. Holland är (2025) den tredje mest seniora ledaren i Jesu Kristi Kyrka av Sista Dagars Heliga.